# Varaždin
Varaždin est une ville et une municipalité chef-lieu du Comitat de Varaždin, en Croatie. Au recensement de 2001, la municipalité comptait 49 075 habitants, dont 95,91 % de Croates et la ville seule comptait 41 434 habitants.

## Géographie

### Données générales

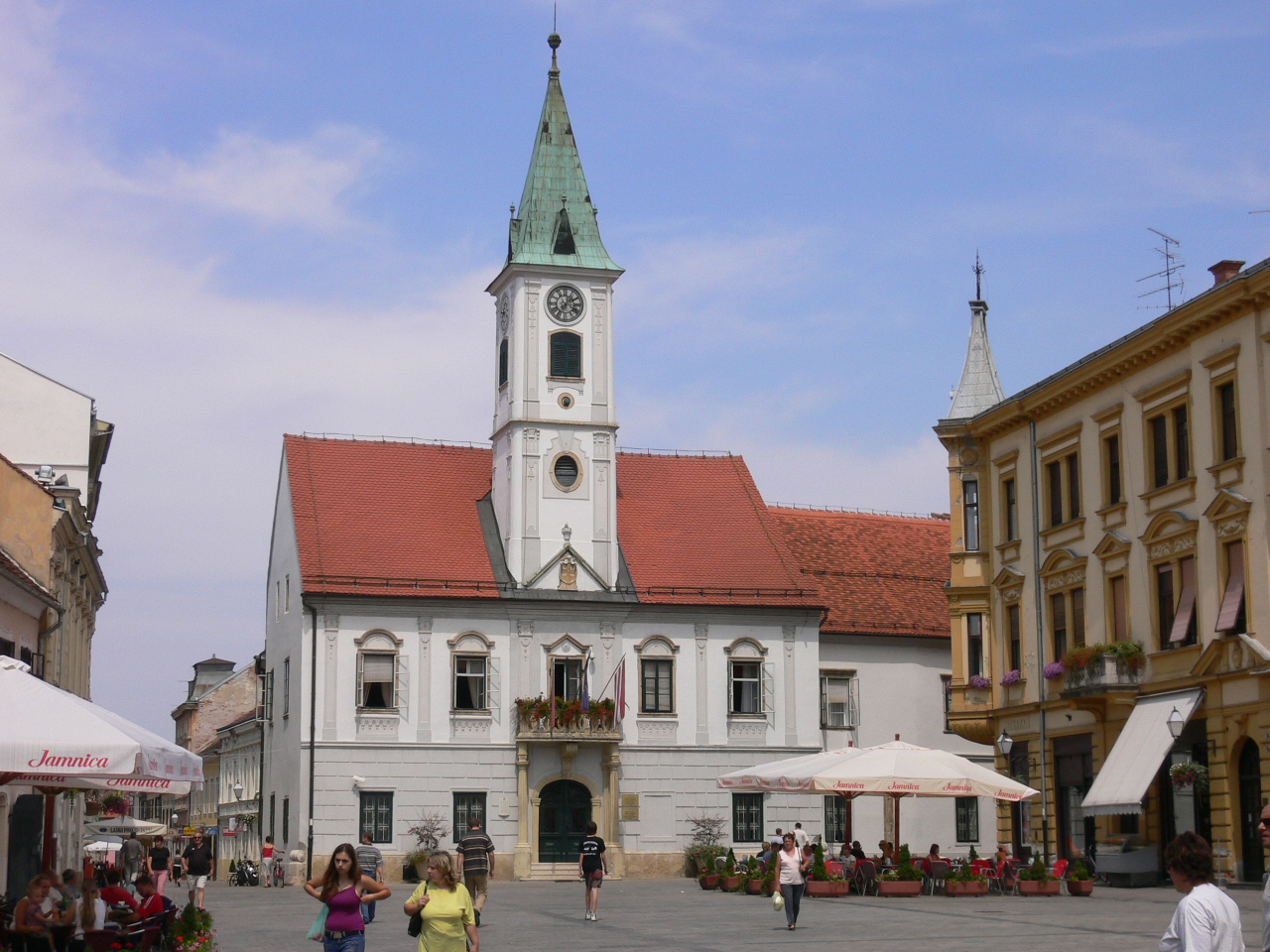
Clocher à Varaždin

La ville se trouve dans l'extrémité nord de la Croatie, près des frontières avec la Slovénie et la Hongrie. Ses coordonnées sont : 46° 18′ 30″ N, 16° 20′ 16″ E.

### Climat
| Mois                                             | jan.          | fév.         | mars         | avril        | mai          | juin       | jui.        | août        | sep.         | oct.         | nov.          | déc.          | année         |
| ------------------------------------------------ | ------------- | ------------ | ------------ | ------------ | ------------ | ---------- | ----------- | ----------- | ------------ | ------------ | ------------- | ------------- | ------------- |
| Température minimale moyenne (°C)                | −3,7          | −2,5         | 1            | 4,7          | 9,2          | 12,6       | 14,1        | 13,5        | 10           | 5,5          | 1             | −2,2          | 5,3           |
| Température moyenne (°C)                         | −0,2          | 1,6          | 5,8          | 10,3         | 15,4         | 18,5       | 20,2        | 19,5        | 15,4         | 10           | 4,6           | 1             | 10,2          |
| Température maximale moyenne (°C)                | 3,4           | 6,1          | 11,1         | 15,7         | 20,9         | 23,9       | 26          | 25,8        | 21,5         | 15,5         | 8,6           | 4,4           | 15,2          |
| Record de froid (°C) date du record              | −26,8 16/1963 | −28 16/1956  | −23,4 1/1963 | −6,4 2/2020  | −2,3 12/1978 | 2,2 5/1962 | 4,7 6/1962  | 3,2 25/1980 | −3,1 29/1977 | −7,5 30/1997 | −19,6 24/1988 | −22,7 22/1969 | −28 16/2/1956 |
| Record de chaleur (°C) date du record            | 19,1 29/2002  | 22,5 28/2019 | 25,3 31/1989 | 30,4 29/2012 | 33,2 27/2008 | 36 23/2003 | 39,3 5/1950 | 39,4 8/2013 | 32,9 11/2011 | 27,7 6/2009  | 24,3 16/1963  | 21,4 17/1989  | 39,4 8/8/2013 |
| Nombre de jours avec gel                         | 10,2          | 10,6         | 9,5          | 3,3          | 0,2          | 0          | 0           | 0           | 0,3          | 5,7          | 9,7           | 12,2          | 61,7          |
| Ensoleillement (h)                               | 77,5          | 113          | 148,8        | 180          | 238,7        | 246        | 279         | 260,4       | 195          | 139,5        | 84            | 65,1          | 2 027         |
| Précipitations (mm)                              | 38,9          | 42           | 50,9         | 63,1         | 71,8         | 96,5       | 91,2        | 88          | 84,7         | 80,6         | 77            | 58,3          | 843,1         |
| Nombre de jours avec précipitations              | 9,2           | 9,3          | 10,9         | 12,9         | 13,2         | 14         | 12,1        | 10,9        | 10,3         | 10,4         | 11,1          | 11,2          | 135,4         |
| dont nombre de jours avec précipitations ≥ 10 mm | 1,2           | 1,3          | 1,7          | 2,2          | 2,5          | 3,3        | 3,1         | 2,9         | 2,9          | 2,7          | 2,5           | 1,9           | 28,2          |
| Humidité relative (%)                            | 84,1          | 78,6         | 73,2         | 69,1         | 69,6         | 70,9       | 71,7        | 74,8        | 79,3         | 81,7         | 84,7          | 85,7          | 76,9          |
| Nombre de jours avec neige                       | 13,5          | 9,9          | 3,4          | 0,5          | 0            | 0          | 0           | 0           | 0            | 0            | 3,7           | 9,4           | 40,4          |
| Nombre de jours d'orage                          | 0,3           | 0,3          | 0,6          | 1,5          | 5            | 6,7        | 7,2         | 5,5         | 2,6          | 1,4          | 0,4           | 0,3           | 31,7          |
| Nombre de jours avec brouillard                  | 9,3           | 5,6          | 3,3          | 1,5          | 1,7          | 1,4        | 1,7         | 3,1         | 7,1          | 9,5          | 8             | 8,2           | 60,3          |

| Diagramme climatique                                  |           |           |             |             |              |            |            |            |             |        |             |
| J                                                     | F         | M         | A           | M           | J            | J          | A          | S          | O           | N      | D           |
| 3,4−3,738,9                                           | 6,1−2,542 | 11,1150,9 | 15,74,763,1 | 20,99,271,8 | 23,912,696,5 | 2614,191,2 | 25,813,588 | 21,51084,7 | 15,55,580,6 | 8,6177 | 4,4−2,258,3 |
| Moyennes : • Temp. maxi et mini °C • Précipitation mm |           |           |             |             |              |            |            |            |             |        |             |

## Histoire
Le site romain porte le nom d'Aqua Viva.
La cité de Garestine est mentionnée pour la première fois en 1181 : le roi Bela III cite les sources voisines de Varaždinske Toplice dans un document officiel. Le roi André II lui accorde, en 1209, le statut de ville royale libre, avec privilège de place fortifiée ; elle devient la principale ville du nord du royaume. L'Ordre de Saint-Jean de Jérusalem (Ivanovci) y fonde une église et un monastère.
Les Mongols détruisent la ville lors de leurs raids en 1242 mais elle est reconstruite. Une imposante forteresse, dont il subsiste des éléments, est également bâtie au XIVe siècle, ce qui permet à la ville de ne plus jamais être prise. Devant la menace turque, la citadelle est reconstruite et renforcée (Domenico dell'Allio et les célèbres maîtres maçons héréditaires – maestri comacini) dans les années 1550, tout en étant teintée de style Renaissance.
La ville devient, à partir du XVIIe siècle, un foyer culturel et économique. En 1756, le ban Franjo Nadasdy choisit Varaždin comme résidence officielle, et en 1767, Varaždin accueille le Sabor (Parlement de Croatie) et fait office de capitale croate durant quelques années. Mais le 25 avril 1776, les deux tiers de la ville disparaissent dans un incendie et le conseil retourne à Zagreb définitivement. Néanmoins la ville n'est pas abandonnée et est très vite reconstruite. Au milieu du XIXe siècle, les remparts sont abattus et on édifie le Théâtre national croate selon le plan du célèbre architecte viennois Herman Helmer.
En 1837, le baron d'Haussez écrit à propos de Varaždin (Warasdin en français de l'époque) : « Il se fait dans cette ville un fort grand commerce de laine, de tabac et de sangsues » (utilisées l'hirudothérapie). « Toutes les semaines, on expédie pour Paris un fourgon suspendu et traîné par quatre chevaux de poste, tout chargé de ces précieux animaux ».
Varaždin est épargnée pendant la Seconde Guerre mondiale et la Guerre de Croatie (1991-1995). Elle a toutefois été le théâtre du siège des casernes de Varaždin en 1991.

## Économie
La principale activité économique de la ville est l'industrie textile (usines Varteks).

## Culture et tourisme
La ville joue de nos jours son rôle de capitale culturelle et artistique, malgré une économie mitigée.
La tradition musicale (école de musique dès 1828, mécénat pour l'enseignement musical lié à la pédagogie) est aussi ancrée dans la ville que la passion de l'Art Baroque, qui sert de cadre aux principales manifestations. Les célèbres "Barokne večeri" (Soirées Baroques d'Automne) offrent un festival permanent dans la cathédrale et dans d'autres églises, dans les palais et les châteaux alentour.

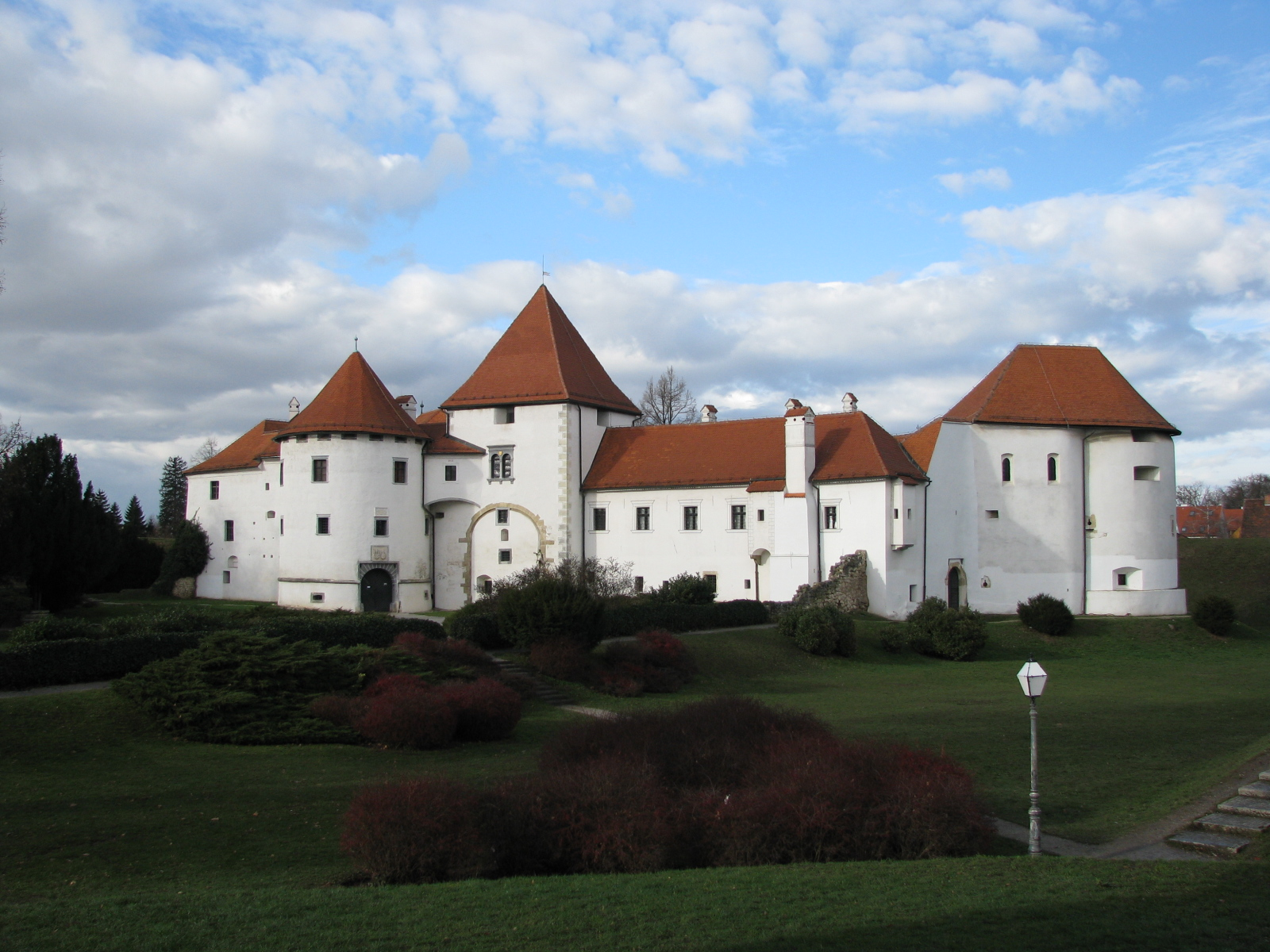
Le Château-musée

Varaždin a été épargnée miraculeusement par les différents conflits au cours du XXe siècle ; elle reste un archétype du baroque italien (à peu près unique en Europe). Parmi les principaux monuments, il y a :
- les thermes romains de Aquae Iasae (en), à Varaždinske Toplice, restaurés au début du XIXe siècle ; style classique et thermes modernes (vestiges de temple, de murs, de système hydraulique) ;
- Château de Varaždin (musée), d'abord place forte, puis palais résidentiel. Il est situé au centre d'un parc et il est relié à la ville qui s'est constituée au sud par un pont-levis. Le bâtiment actuel (XVIe siècle) réalisé par Domenico dell'Allio, blanc aux toits rouges et avec son style Renaissance, n'arrive pas à ressembler à une forteresse ;
- L'hôtel de ville baroque, construit à la fin du XVIe siècle, un des plus anciens d'Europe, mais objet de nombreuses reconstructions ;
- Le Théâtre national croate, réalisé à la fin du XIXe siècle dans un style classique viennois.
- La ville compte également plusieurs palais baroques et rococo constituant un ensemble unique caractéristique de la ville. Les plus représentatifs sont : La Jupanie (balcons, colonnes), Pataćić (1764), Pataćić-Bužan (1756), Pataćić-Puttar, Zakmardy (fin XVIIe siècle), Drašnović (fin XVIIIe siècle), Herzler.
- Maisons bourgeoises raffinées du XVIe au XIXe siècle ; la Maison Ritz (1540) ; Café Korzo Art déco.
- Cathédrale de l'Assomption de la Vierge Marie (de Varaždin) (en) (milieu XVIIe siècle), ancienne église jésuite, devenue cathédrale à la formation du diocèse (1957).
- Église Saint-Nicolas, église patronale d'origine romane ; reprise au milieu et à la fin du XVIIIe siècle en style baroque, dont la façade et le clocher gothique sont d'origine. Le décor intérieur est également baroque ; une fresque centrale témoignage de la ville, peinte au XVIIIe siècle.
- La synagogue de Varaždin, construite en 1861-1862, endommagée en 1941, restaurée en 2020.

La ville, aussi appelée « ville du vélo », est reconnue pour être une ville très écologique. 
Le centre ancien de la ville a été proposé en 2005 pour une inscription au patrimoine mondial et figure sur la « liste indicative » de l’UNESCO dans la catégorie patrimoine culturel.

## Personnalités liées à la ville
- Maria Leitner (1892-1941) écrivaine et journaliste de langue allemande
- Ferdinand Konščak né le 2 décembre 1703 à Varaždin, prêtre jésuite, missionnaire et explorateur de la Californie
- Josip Posavec né le 10 mars 1996 à Varaždin, footballeur croate

## Galerie

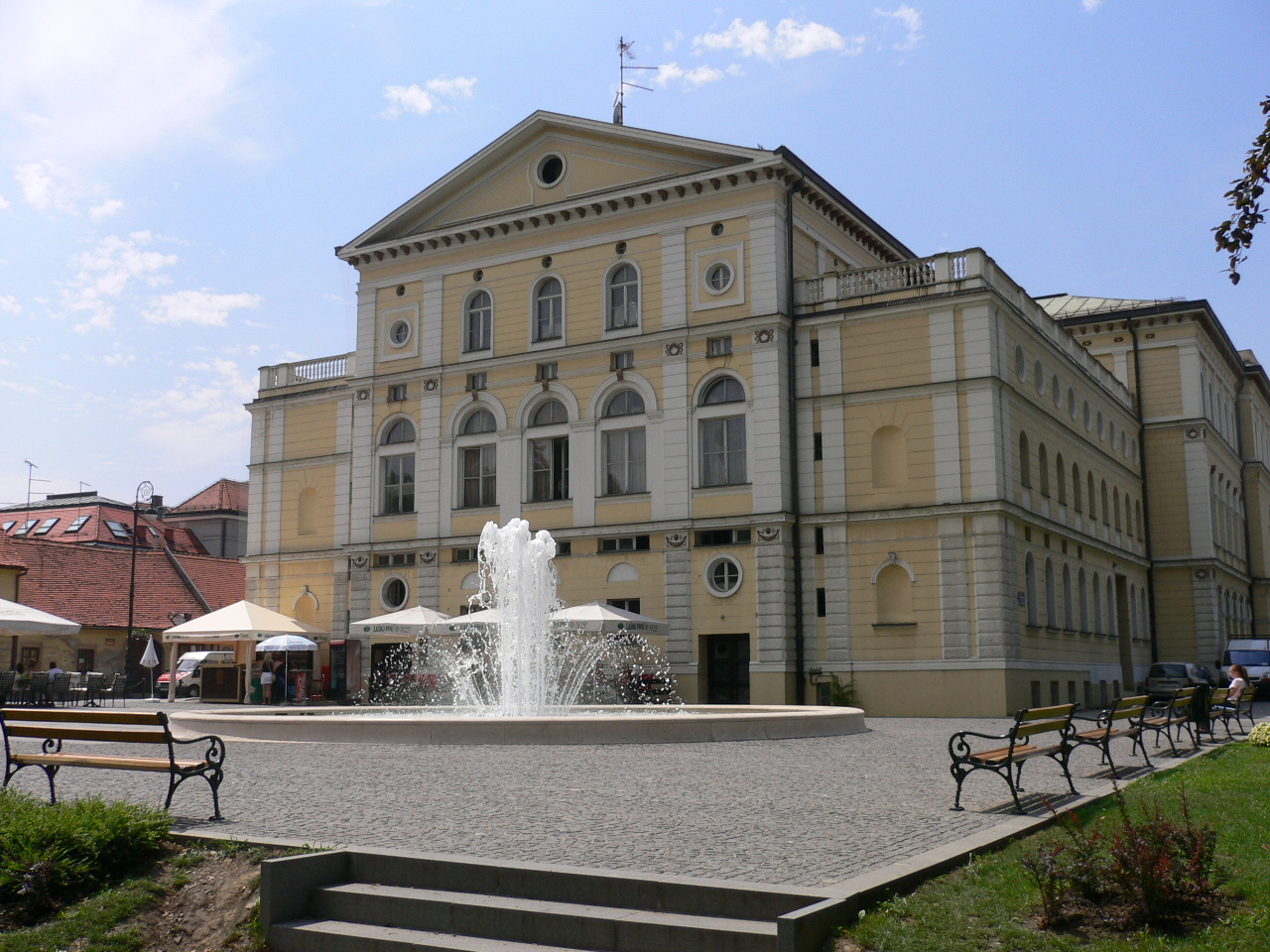
Edifice du vieux Varaždin
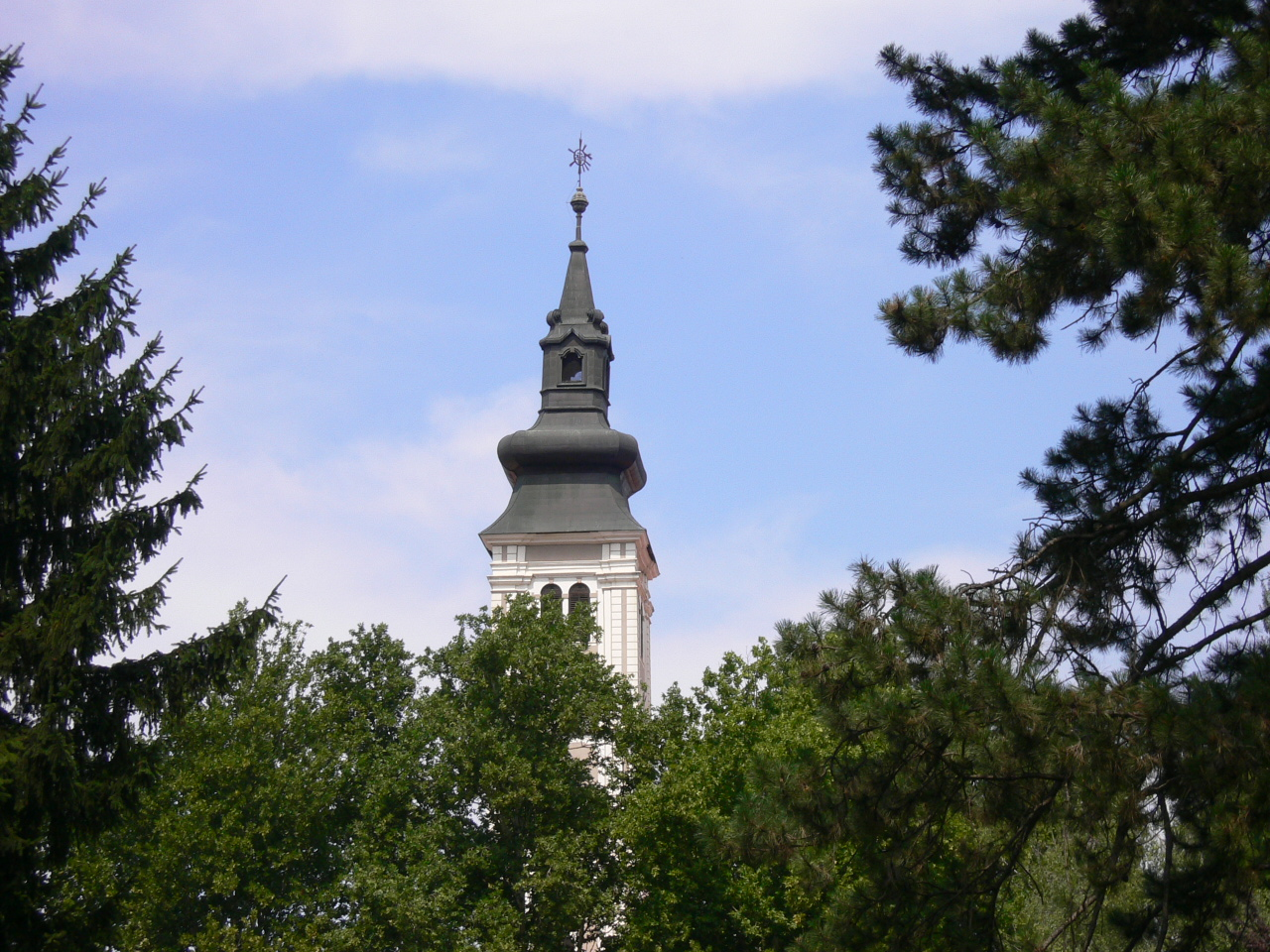
Clocher de l'Eglise
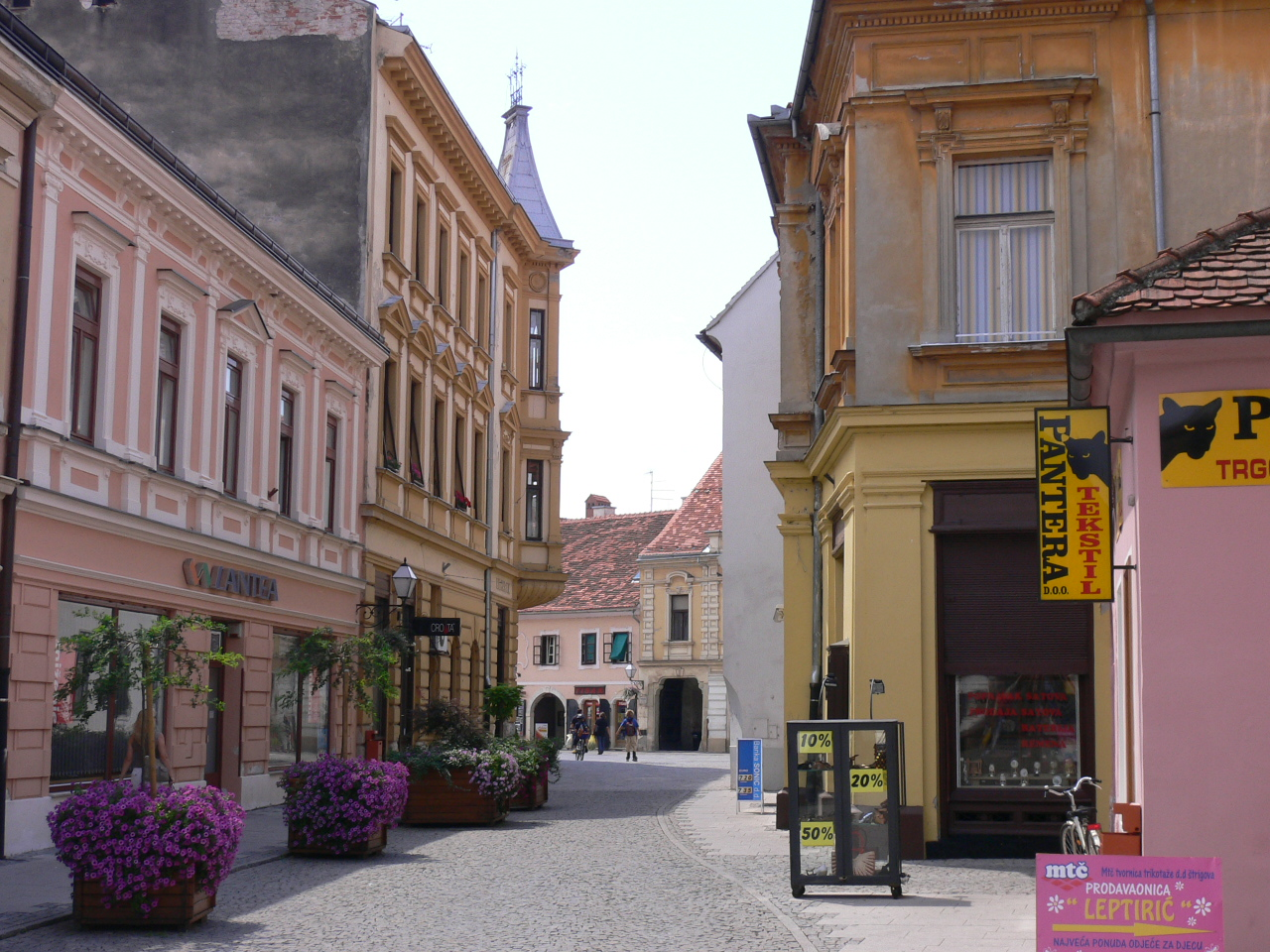
Rue typique
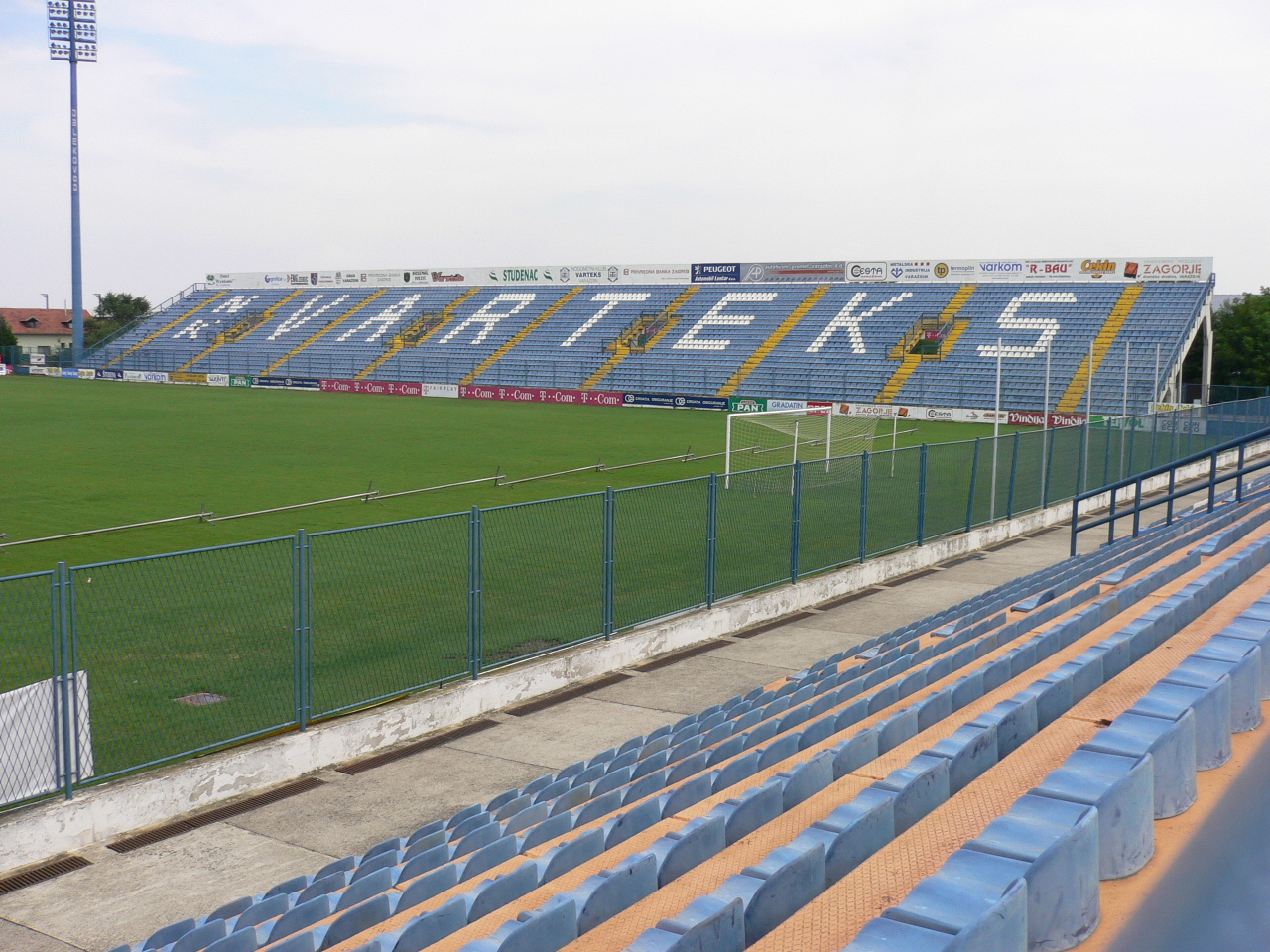
Stade du Varteks Varaždin

## Localités
La municipalité de Varaždin compte 10 localités : 
| - Črnec Biškupečki - Donji Kućan - Gojanec - Gornji Kućan - Hrašćica | - Jalkovec - Kućan Marof - Poljana Biškupečka - Varaždin - Zbelava |

## Jumelages
La ville de Varaždin est jumelée avec :
- Montale (Italie)
- Trnava (Slovaquie)
- Ravensbourg (Allemagne) depuis 2003
- Bad Radkersburg (Autriche)
- Ptuj (Slovénie)
- Zalaegerszeg (Hongrie) depuis 1990
- Auxerre (France)
- Coblence (Allemagne)

## Sport
- GRK Varaždin : club de handball
- Varaždin Arena : salle de sport
- NK Varaždin : club de football
- Stade Anđelko Herjavec : stade de football